# Liste der Flaggen in Odivelas
Die Liste der Flaggen in Odivelas zeigt die Flaggen der Freguesias des portugiesischen Kreises Odivelas.

## Município de Odivelas

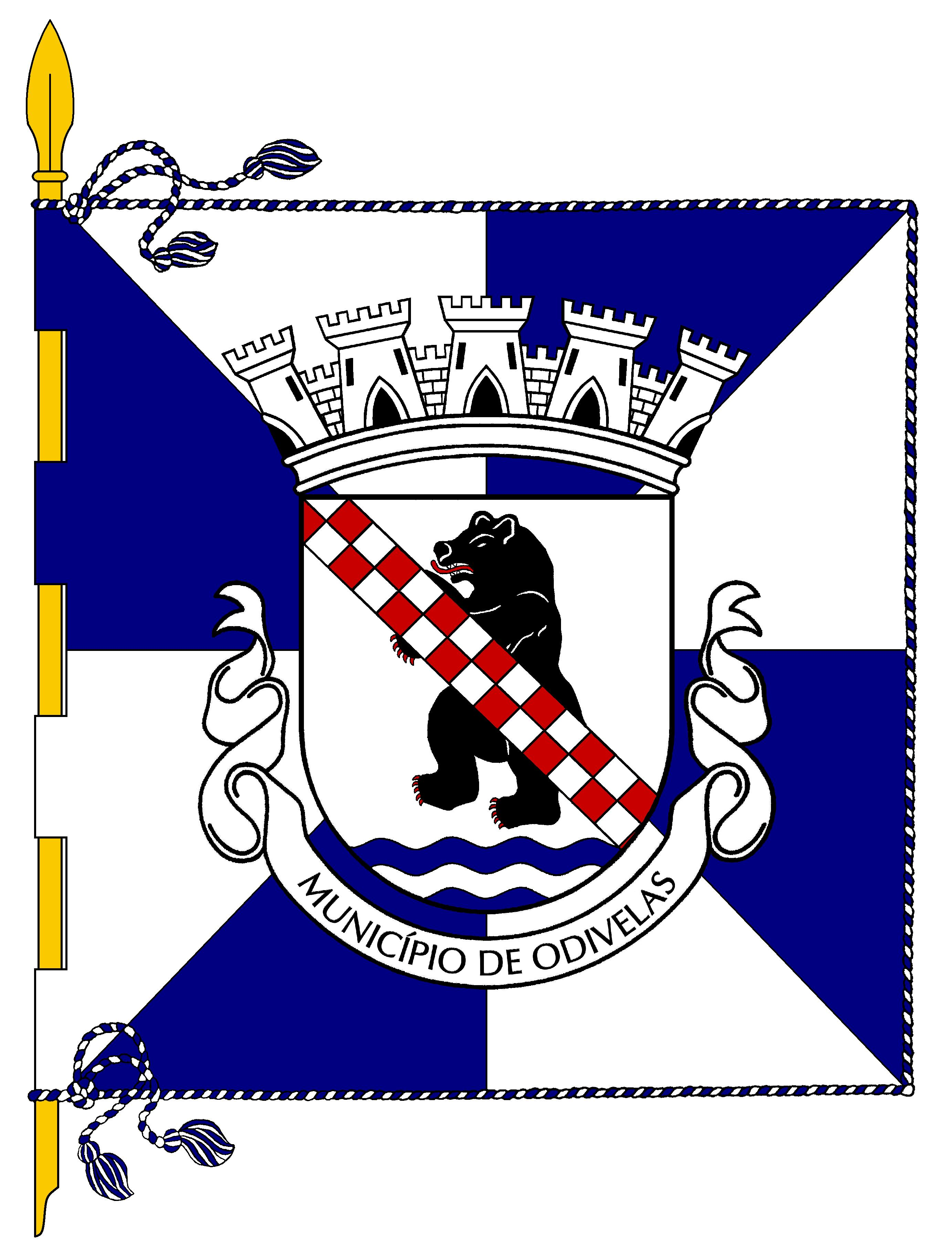
Odivelas
Lage von Odivelas in Portugal

## Wappen der Freguesias

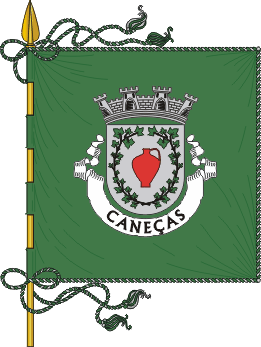
Freguesia Caneças
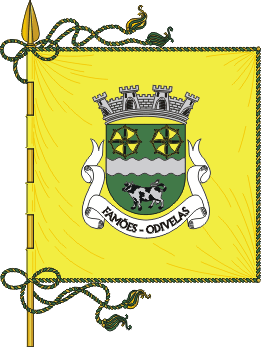
Freguesia Famões
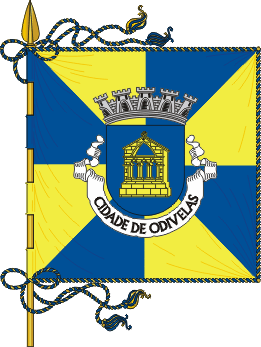
Freguesia Odivelas
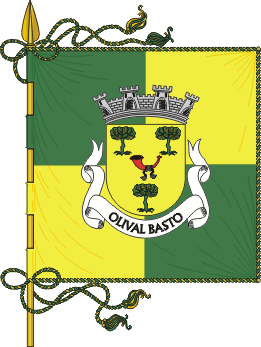
Freguesia Olival Basto
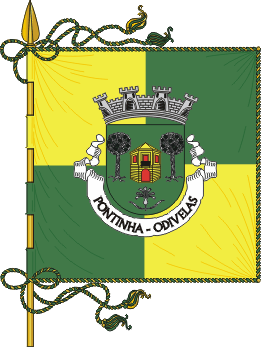
Freguesia Pontinha
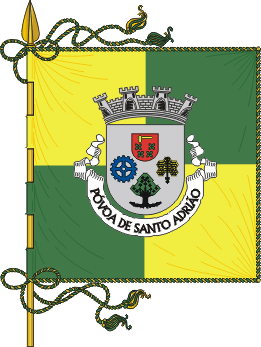
Freguesia Póvoa de Santo Adrião
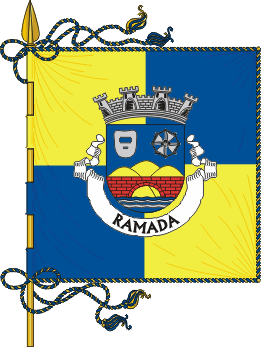
Freguesia Ramada